# Nel Noddings

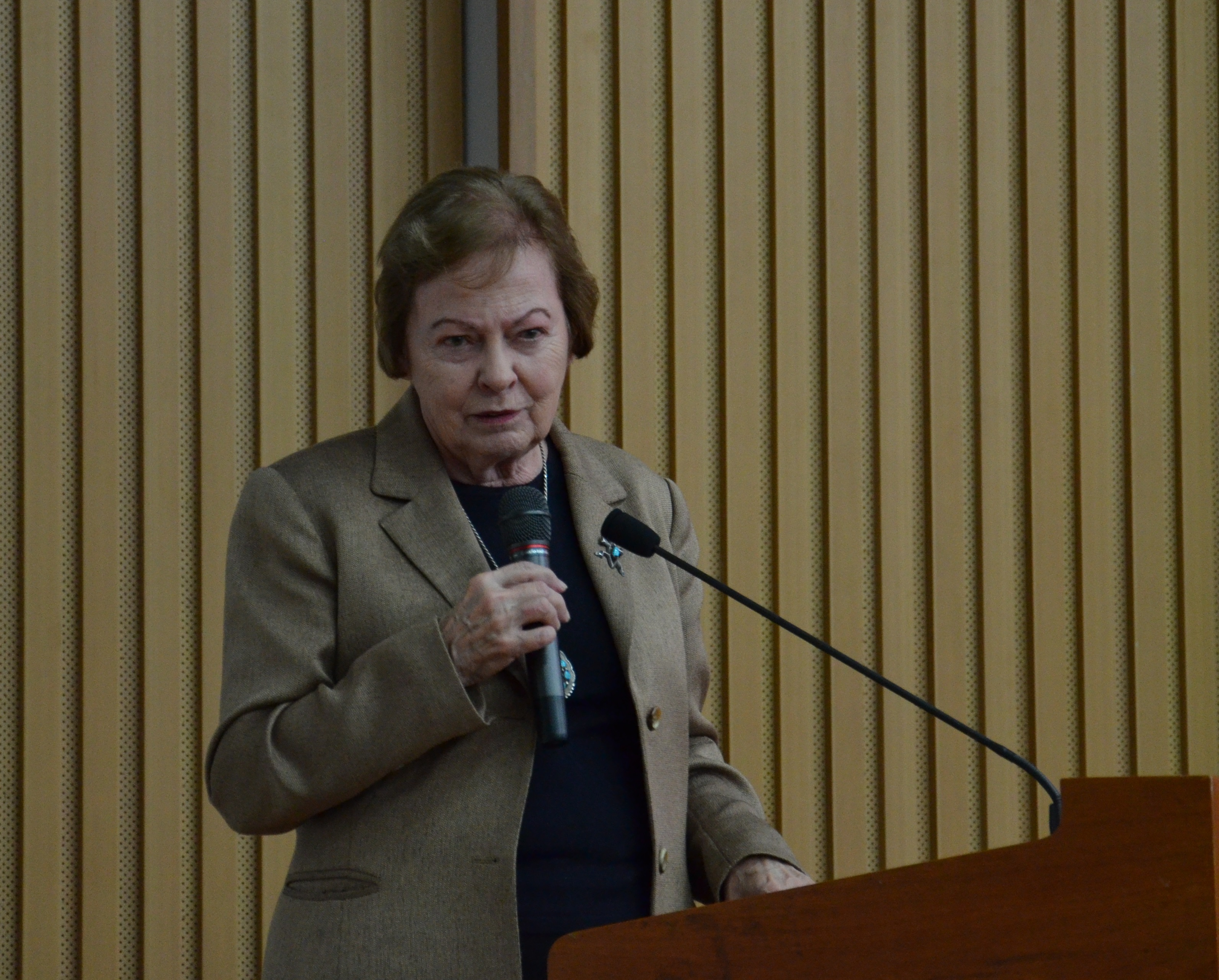
Nel Noddings (2011)

Nel Noddings (* 19. Januar 1929 in Irvington, New Jersey; † 25. August 2022 in Key Largo, Florida) war eine US-amerikanische Erziehungswissenschaftlerin, Feministin und Philosophin, die sich mit der Ethik der Fürsorge beschäftigte.

## Biografie
Nel Noddings studierte am Montclair State College in New Jersey und erwarb dort den Bachelor-Abschluss in Mathematik und Sport. An der Rutgers University machte sie ihren Master in Mathematik und schließlich an der Stanford University den Ph. D. in den Erziehungswissenschaften.
Noddings war in vielen Bereichen des amerikanischen Bildungssystems aktiv. Nach ihrem Studium war sie 23 Jahre als Lehrerin für Mathematik an Grundschulen und High Schools tätig, bis sie ihren Ph. D. erwarb und als Akademikerin und Philosophin in Erscheinung trat. Ihre Hauptgebiete waren fortan die Philosophie und Theorie der Erziehungswissenschaften sowie Ethik der Fürsorge. 1977 wurde sie an der Stanford-Universität aufgenommen und bekam 1981, 1982 und 1997 Ehrungen für herausragende Lehre. Für vier Jahre wurde sie auch Dekanin der dortigen School of Education.
Nachdem sie Stanford verließ, lehrte sie an der Columbia University und der Colgate University. Sie war Präsidentin der Philosophy of Education Society und der John Dewey Society. Seit 1998 war sie pensioniert.
Seit 1950 war sie verheiratet und brachte 10 Kinder zur Welt. Sie bezeichnete ihre frühen Erfahrungen mit Erziehung und ihre engen familiären Beziehungen als Schlüsselerlebnisse zur Entwicklung ihrer philosophischen Position.

## Werk
Nel Noddings Werk ist interdisziplinär zwischen Erziehungswissenschaft und Philosophie verortet. In diesem Gebiet hat sie mittlerweile ein umfangreiches publizistisches Werk geschaffen. Besonders seit 2000 hat sie viele Bücher publiziert. Sie ist profilierte Vertreterin der Ethik der Fürsorge und hat auch entsprechende Bildungskonzepte veröffentlicht. Ein weiterer Schwerpunkt ist die Moralerziehung. Von ihr geschaffen wurde das Modell der verschiedenen Ebenen der Sorge, die unter Caring Curriculum bekannt wurden. Dazu gehören die Dimensionen Self, friends and peers, distant others, plants, animals, human made world und ideas.

### Ausgewählte Werke
- Awakening the Inner Eye: Intuition in Education (gemeinschaftlich mit Paul J. Shore). New York: Teachers College Columbia University, 1984
- Caring: A Feminine Approach to Ethics and Moral Education. Berkeley: University of California Press, 1984
- Constructivist Views on the Teaching and Learning of Mathematics (gemeinschaftlich mit Robert B. Davis and Carolyn Alexander Maher). Journal for Research in Mathematics Education, Monograph no. 4, Reston, Va.: National Council of Teachers of Mathematics, 1990
- Stories Lives Tell: Narrative and Dialogue in Education (gemeinschaftlich mit Carol Witherell). New York: Teachers College Press, 1991
- The Challenge to Care in Schools: An Alternative Approach to Education. Advances in Contemporary Educational Thought series, vol. 8. New York: Teachers College Press, 1992
- Educating for Intelligent Belief or Unbelief. The John Dewey Lecture. New York: Teachers College Press, 1993
- Philosophy of Education. Dimensions of Philosophy series. Boulder, Colorado: Westview Press, 1995
- Uncertain Lives: Children of Promise, Teachers of Hope (gemeinschaftlich mit Vern Leroy Bullough), New York: Teachers College Press, 2001
- Educating Moral People. New York: Teachers College Press, 2002
- Starting at Home: Caring and Social Policy. Berkeley: University of California Press, 2002
- Happiness and Education. Cambridge: Cambridge University Press, 2003
- Educating Citizens for Global Awareness, New York: Teachers College Press, 2005
- Critical Lessons: What Our Schools Should Teach. Cambridge: Cambridge University Press, 2006